# 蜜丸経
『蜜丸経』（みつがんきょう、巴: Madhupiṇḍika-sutta, マドゥピンディカ・スッタ）とは、パーリ仏典経蔵中部に収録されている第18経。『蜜玉経』（みつごくきょう）とも。
類似の伝統漢訳経典としては、『中阿含経』（大正蔵26）の第115経「蜜丸喩経」等がある。
釈迦が、釈迦族のダンダパーニに、仏法を説いていく。

## 構成
戯論（papañca）について述べ、これを避ける方法を指し示す。

## 内容
Cakkhuñcāvuso paṭicca rūpe ca uppajjati cakkhuviññāṇaṃ.  Tiṇṇaṃ saṅgati phasso.

Phassapaccayā vedanā. Yaṃ vedeti, taṃ sañjānāti. Yaṃ sañjānāti taṃ vitakketi. Yaṃ vitakketi taṃ papañceti. 

Yaṃ papañceti tato nidānaṃ purisaṃ papañcasaññāsaṅkhā samudācaranti atītānāgatapaccuppannesu cakkhuviññeyyesu rūpesu.
友よ、眼によって色（Rupa）に対し、眼識が生じる。これら三つの結合が触（Phassa）である。

触によって受（Vedana）があります。受したものを想（saññā）する。想するものを尋思（Vitakka）する。尋思するものを妄想（papañca）する。

妄想によって、過去・未来・現在の、眼によって識する様々な色についての、妄想された想念（papañca-saññā-saṅkhā）が人に起こる。

（... 耳,鼻,舌,身,意について同様に説く ...）

## 日本語訳
- 『南伝大蔵経・経蔵・中部経典1』（第9巻） 大蔵出版
- 『パーリ仏典 中部（マッジマニカーヤ）根本五十経篇I』 片山一良訳 大蔵出版
- 『原始仏典 中部経典1』（第4巻） 中村元監修 春秋社